# Bambusowiec indomalajski
Bambusowiec indomalajski, bambusowiec (Rhizomys sumatrensis) – gatunek ssaka z podrodziny bambusowców (Rhizomyinae) w obrębie rodziny ślepcowatych (Spalacidae). W polskiej literaturze zoologicznej dla oznaczenia gatunku R. sumatrensis używana była nazwa zwyczajowa „bambusowiec”. Jednak w wydanej w 2015 roku przez Muzeum i Instytut Zoologii Polskiej Akademii Nauk publikacji „Polskie nazewnictwo ssaków świata” gatunkowi temu przypisano oznaczenie bambusowiec indomalajski, rezerwując nazwę bambusowiec dla rodzaju Rhizomys.

## Zasięg występowania
Bambusowiec indomalajski występuje w południowo-wschodniej Azji zamieszkując w zależności od podgatunku:
- R. sumatrensis sumatrensis – południowy Półwysep Malajski na południe od Seberang Perai (Malezja).
- R. sumatrensis cinereus – wschodnia Mjanma, południowy Junnan (Chińska Republika Ludowa), Tajlandia, Laos, Wietnam, zachodnia Kambodża i Półwysep Malajski na południe do Pahang (Malezja).
- R. sumatrensis insularis – północno-wschodnia Sumatra.
- R. sumatrensis padangensis – Sumatra.

## Taksonomia
Gatunek po raz pierwszy zgodnie z zasadami nazewnictwa binominalnego opisał w 1821 roku brytyjski zoolog Thomas Stamford Raffles nadając mu nazwę Mus sumatrensis. Holotyp pochodził z Malakki, w Malezji. 
We wcześniejszych ujęciach systematycznych traktowany jako członek podrodzaju Nyctocleptes, ale analizy filogenetyczne wykazały, że wszystkie istniejące gatunki z rodzaju Rhizomys są bardzo blisko spokrewnione. Rozmieszczenie podgatunków jest słabo rozgraniczone, więc mogą występować liczne gatunki. Autorzy Illustrated Checklist of the Mammals of the World rozpoznają cztery podgatunki.

### Etymologia
- Rhizomys: gr. ῥιζα rhiza „korzeń”; μυς mus, μυος muos „mysz”[15].
- sumatrensis: Sumatra, Indonezja[16].
- cinereus: łac. cinereus „popielatoszary, koloru popiołu”, od cinis, cineris „prochy, popiół”[16].
- insularis: łac. insularis „z wyspy, wyspowy”, od insula, insulae „wyspa”[16].
- padangensis: Padang, Sumatra, Indonezja[8].

## Morfologia
Długość ciała (bez ogona) 260–480 mm, długość ogona 100–200 mm; masa ciała 2,1–4 kg. 